# Schefflera pubigera
Schefflera pubigera är en araliaväxtart som först beskrevs av Adolphe-Théodore Brongniart och Jules Émile Planchon, och fick sitt nu gällande namn av David Gamman Frodin. Schefflera pubigera ingår i släktet Schefflera och familjen araliaväxter. Inga underarter finns listade.